# ترتيب الأسبقية الفرنسي
ترتيب الأسبقية الفرنسي  يرمز للتسلسل الهرمي للمناصب الحكومية في فرنسا المستخدم في البروتوكولات.
ترتيب الأسبقية الحالي موضوع بموجب المرسوم الرئاسي رقم 89-655 من 13 أيلول 1989.
1. رئيس الجمهورية
2. رئيس الوزراء
3. رئيس مجلس الشيوخ
4. رئيس الجمعية الوطنية
5. الرؤساء السابقون للجمهورية
6. الحكومة (وزراء التشكيل الوزاري)، حسب الترتيب الذي يقرره رئيس الجمهورية
7. رؤساء الوزراء السابقون
8. رئيس المجلس الدستوري
9. نائب رئيس مجلس الدولة
10. رئيس المجلس الاقتصادي والاجتماعي والبيئي
11. المدافع عن الحقوق[1]
12. أعضاء الجمعية الوطنية
13. أعضاء مجلس الشيوخ
14. أعضاء البرلمان الأوروبي
15. السلطة القضائية ممثلة في الرئيس الأول لمحكمة النقض والمدعي العام للمحكمة
16. الرئيس الأول لمحكمة الإيرادات والمدعي العام لتلك المحكمة
17. المستشار الكبير من وسام جوقة الشرف، مستشار وسام الاستحقاق الوطني  وأعضاء مجالس أوامر التوليف
18. مستشار وسام التحري، وأعضاء المجلس هذا النظام
19. رئيس أركان الدفاع